# Adukt
Adukt (z latinského adductus, „přitahovaný k“) je produkt přímé adice dvou nebo více různých molekul, jehož výsledkem je jediný reakční produkt obsahující všechny atomy všech složek. Výsledný produkt je považován za samostatný molekulární druh. Příkladem může být adice hydrogensiřičitanu sodného na aldehyd za vzniku sulfonátu. Ten lze právě považovat za jediný produkt vzniklý přímou kombinací různých molekul, který obsahuje všechny atomy reagujících molekul.
Mezi Lewisovými kyselinami a Lewisovými zásadami často vznikají adukty. Dobrým příkladem je vznik aduktů mezi Lewisovou kyselinou boranem a atomem kyslíku v Lewisově zásadě tetrahydrofuranu (THF): BH3·O(CH2)4 nebo diethyletheru BH3·O(CH3CH2)2. Mnoho Lewisových kyselin a Lewisových zásad reagujících v plynné fázi nebo v nevodných rozpouštědlech za vzniku aduktů bylo zkoumáno v ECW modelu. Trimethylboran, trimethylcínchlorid a bis(hexafluoroacetylacetonáto)měď:Bn jsou příklady Lewisových kyselin, které vytvářejí adukty vykazující sterické účinky. Například: trimethylcínchlorid při reakci s diethyletherem vykazuje sterické odpuzování mezi methylovými skupinami na cínu a ethylovými skupinami na kyslíku. Pokud je však Lewisovou zásadou tetrahydrofuran, sterické odpuzování se snižuje. ECW model může poskytnout míru těchto sterických účinků.
Sloučeniny nebo směsi, které nemohou vytvořit adukt kvůli sterickým účinkům, se nazývají frustrované Lewisovy páry.
Adukty nemusí být nutně molekulární povahy. Dobrým příkladem z chemie pevných látek jsou adukty ethenu nebo oxidu uhelnatého z CuAlCl4. Ten je pevnou látkou s rozšířenou mřížkovou strukturou. Při vzniku aduktu vzniká nová prodloužená fáze, do které jsou molekuly plynu inkorporovány (vloženy) jako ligandy atomů mědi ve struktuře.

## Aduktové ionty
Aduktový iont vzniká z prekurzorového iontu a obsahuje všechny atomy, ze kterých je tento iont složen, a další atomy nebo molekuly. Aduktové ionty se často tvoří v iontovém zdroji hmotnostního spektrometru.